# De Reit ('s-Hertogenbosch)
De Reit is een woonwijk in het stadsdeel Noord van 's-Hertogenbosch, in de Nederlandse provincie Noord-Brabant. De wijk ligt ten westen van de A2. De straatnamen hebben geen namen, maar zijn genummerd; van Eerste Reit tot en met de Negende Reit. Deze straten liggen aan een centrale dreef: Eerste Reitse Dreef, welke overgaat in Tweede Reitse Dreef. Typerend is dat de Reitscheweg niet in De Reit ligt. Deze ligt in het Bedrijventerrein De Herven. De gemeente 's-Hertogenbosch heeft De Reit ingedeeld bij het stadsdeel Noord.

## Aangrenzende wijken
| Aangrenzende wijken          | Aangrenzende wijken                      | Aangrenzende wijken        | Aangrenzende wijken | Aangrenzende wijken |
| ---------------------------- | ---------------------------------------- | -------------------------- | ------------------- | ------------------- |
| Maaspoort ('s-Hertogenbosch) |                                          | Empel                      |                     |                     |
|                              |                                          |                            |                     |                     |
| De Donk                      | Bedrijventerrein Brabantpoort (Rosmalen) |                            |                     |                     |
|                              |                                          |                            |                     |                     |
| De Haren                     |                                          | Bedrijventerrein De Herven |                     |                     |